# Miwa live at 武道館〜acoguissimo〜
『miwa live at 武道館〜acoguissimo〜"』（ミワ ライブ アット ブドウカン アコギッシモ）は、miwaの6枚目のライブ映像作品。

## 概要
日本武道館において2015年3月7日・3月8日の2daysで行われた、同名のライブコンサート（3月8日公演）を映像作品に収録したもの。DVD・BD、それぞれ初回生産限定盤・通常版の4種パッケージでリリース。
初回生産限定盤仕様は、三方背ケース入り、ポストカードと、ライブ音源を収録したCD付き。特典映像は、3月7日のみ演奏の曲目3曲など。なお、1枚のCDとしてのライブ音源リリースはmiwa初となる。
本作リリースから丁度8年となる2023年9月30日には、本作のライブ音源がデジタル・アルバムとしてリリースされた。

### 音声トラック
1. リニアPCM (48kHz/24bit)
2. DTS-HDマスターオーディオ 5.1chサラウンド (48kHz/24bit)

※Blu-ray本編映像。

## 収録曲

### Disc1
初回生産限定盤、通常版共通部分は以下の通り。
1. 441
2. 君に出会えたから
3. 春になったら
4. ハツナツ
5. めぐろ川
6. オトシモノ
7. ヒカリヘ
8. Napa
9. True Colors
10. 片想い
11. don't cry anymore
12. Faith
13. again×again
14. Delight
15. つよくなりたい
16. ミラクル
17. 希望の環（WA）

アンコールはM.16以降。

#### 特典映像 (初回生産限定盤のみ)
1. キットカナウ
2. コットンの季節
3. chAngE
4. acoguissimo document（ライブドキュメンタリー）

#1 - #3は、3月7日公演でのみ演奏した曲目である。

### Disc2 (初回生産限定盤のみ)
ライブ音源CD。
1. 441
2. 君に出会えたから
3. 春になったら
4. ハツナツ
5. めぐろ川
6. オトシモノ
7. ヒカリヘ
8. Napa
9. don't cry anymore
10. Faith
11. again×again
12. Delight
13. つよくなりたい

## 再発盤
本作と『miwa live at 武道館 〜卒業式〜』の2作品をセットで期間限定発売（2018年3月末までの期間生産限定盤）。
| 日           | タイトル                               | 規格 | 規格品番    |
| ------------ | -------------------------------------- | ---- | ----------- |
| 2018年3月7日 | miwa live at 武道館 卒業式/acoguissimo | DVD  | SRBL-1777/8 |
| 2018年3月7日 | miwa live at 武道館 卒業式/acoguissimo | BD   | SRXL-148/9  |